# 赵全营镇
赵全营镇是中国北京市顺义区下辖的一个镇，位于顺义区西北部，西邻昌平区。

## 名称
赵全营原名“赵城营”或“赵县营”，因明朝永乐年间山西赵城（又称赵县，今属洪洞县）移民在此落户而得名，而在移民时，官府将每个州县编为营的编制，移民落户地也以营命名。类似地，该镇境内部分村庄也以山西地名命名，如由绛州移民聚落演化而来的西绛州营村。

## 行政区划
赵全营镇下辖以下地区：
板桥新苑社区、禧悦家园社区、西小营村、北郎中村、前桑园村、后桑园村、白庙村、马家堡村、大官庄村、小官庄村、西陈各庄村、赵全营村、小高丽村、去碑营村、豹房村、忻州营村、红铜营村、板桥村、西绛州营村、东绛洲营村、稷山营村、东水泉村、西水泉村、联庄村、河庄村、解放村和燕华营村。